# Credo BN 12
A Credo BN 12 autóbuszt a Krankovics István tulajdonában álló győri Kravtex-Kühne Csoport gyártotta. Városi alkalmazásra szánt, alacsony belépésű típuscsaládjának 11,8 m hosszú változata. Három utasajtóval rendelkezik, melyek közül az első és a harmadik egyfelszállósávos, a második teljes szélességű. Az első példányok érdekessége, hogy elöl nem kétszárnyú egyfelszállósávos bolygóajtóval, hanem lengőajtóval rendelkeznek, akárcsak a BC, IC, LC, LH és EC típusok.
A típus megtalálható Győr, Szolnok, Sopron, Mosonmagyaróvár, Komló, Siófok, Dunaújváros, Gyula Hajdúszoboszló, Bátaszék, Tata  helyi közlekedésében.[forrás?]
A típusból eddig 73 db készült. Ebből a Volánbusz Zrt. 71 db-ot, a Panoráma Tourist pedig 2 db-ot üzemeltet.
2010 októberében adták át a Kisalföld Volánnak azt a Credo BN 12-est, amely az első Rába futóművekkel szerelt Credo busz volt. Jelenleg a BN 12 a legnagyobb arányban magyar alkatrészekből készített autóbusz a piacon.
A típus utóda a Credo Econell 12 City, ami 2013-ban váltotta a BN12-t.
2022 végén kezdődött meg a selejtezésük, 2023 őszéig 4 autóbuszt vontak ki végleg a forgalomból.

## Lásd még
- Credo EN 9,5
- Credo EN 12
- Credo BN 18
- Credo EN 18